# Хмелевка (Шепетовский район)
Хмелевка (укр. Хмелівка) — село в Шепетовском районе Хмельницкой области Украины.
Население по переписи 2001 года составляло 63 человека. Почтовый индекс — 30416. Телефонный код — 3840. Занимает площадь 34 км². Код КОАТУУ — 6825480203.

## Местный совет
30416, Хмельницкая обл., Шепетовский р-н, с. Михайлючка, ул. Ленина, 44